# Euxoa capsensis
Euxoa capsensis là một loài bướm đêm trong họ Noctuidae.